# Ilo
Ilo es una ciudad peruana, capital del distrito y de la provincia homónimos en el departamento de Moquegua. Está situada en el Suroeste del país, a orillas del océano Pacífico al Sur de la desembocadura del río Osmore y al Norte de punta Coles. Se encuentra a 92 km de la ciudad de Moquegua y tenía 66 118 habitantes según el censo de 2017.
La zona fue lugar donde se asentaron la cultura Chinchorro y la cultura Chiribaya durante su época precolombina. Durante siglos su economía ha girado en torno a la producción de la aceituna así como en la pesca que se desarrollaba desde que fue una caleta de pescadores en 1818, pero es en los años 50 en que la actividad económica del puerto tuvo un gran crecimiento económico gracias al auge de la industria pesquera y la entrada de capitales extranjeros de la empresa Southern Peru en la explotación de yacimientos mineros de la región.
Es uno de los principales puertos en el sur del Perú y el que tiene mayor importancia para el Gobierno de Bolivia por las grandes inversiones que quiere realizar debido a su ubicación en el Océano Pacífico. La ciudad de Ilo es considerada como el centro financiero y comercial de la región Moquegua por la presencia de grande industrias mineras y de energía, a cargo de la empresa Engie.
Desde el punto de vista jerárquico de la Iglesia católica, forma parte de la diócesis de Tacna y Moquegua la cual, a su vez, pertenece a la archidiócesis de Arequipa.

## Toponimia
El nombre de Ilo tiene una historia que se remonta en su época que era parte de la colonia española. Por ese entonces, era necesario crear un asentamiento de españoles y este resultó siendo San Gerónimo de Ylo del que Pedro Cieza de León escribió en 1533:

"Y diez leguas más adelante de este río –se refiere al río Tambopalla– sale a la mar una punta más que toda la tierra una legua, y están sobre ella tres farallones. Al abrigo de esta punta poco más de una legua antes de ella está un buen puerto que se llama Ylo: y por él sale a la mar un río de agua muy buena que tiene el mismo nombre del puerto que está en XVIII grados y un tercio..."
 Pedro Cieza de León 

Según algunas versiones fue don Gerónimo de Villegas quien el 21 de agosto de 1548 le puso este nombre al pueblo que inicialmente se ubicaba en la margen derecha del río, pero que el cura don Vicente de Córdova lo trasladó a la margen izquierda, donde se separó un terreno para la construcción de iglesia y la casa parroquial. El estudioso y navegante francés  Amédée-François Frézier escribió que en la zona de San Gerónimo se "descubre la iglesia y una cincuentena de cabañas construidas con ramas de árboles dispersos aquí y allá, cerca del arroyo que serpentea en medio del valle... Por cierto, sería hacerle demasiado honor llamarle pequeña ciudad, como lo hace Dampier.

## Historia

### Época precolombina
Aunque la historia del actual Ilo se remonta desde su fundación en 1970, hace miles de años que este litoral fue escenario de muchas culturas y así lo demuestran los petroglifos, geoglifos, las pinturas rupestres, cerámicas y cuevas que muestra la forma en que vivieron los primeros hombres de Ilo.

#### Sitio Anillo: las primeras manifestaciones
El asentamiento más temprano en la zona corresponde al sitio llamado Sitio Anillo, el cual es una terraza ubicada a casi 7.5 km al sur de la ciudad de Ilo. 

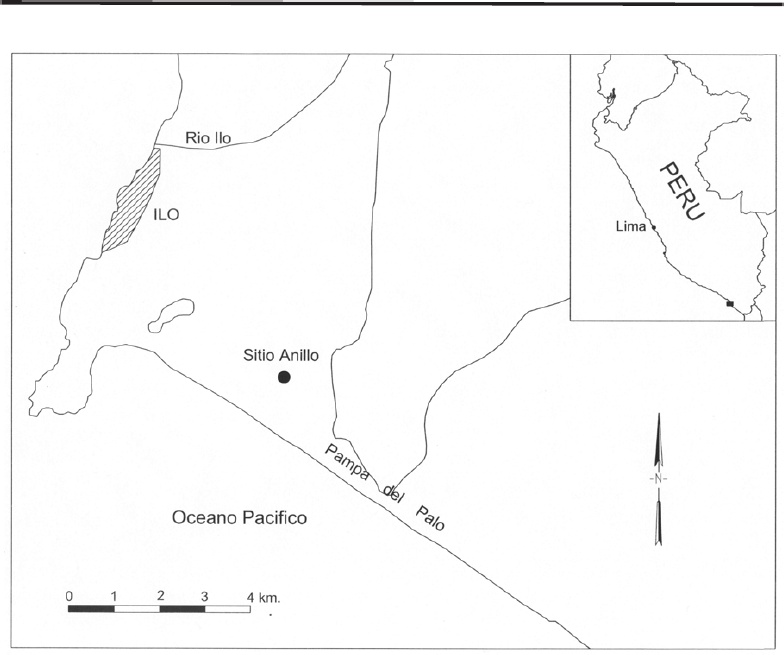
Ubicación del Sitio Anillo.

Está conformado por un enorme círculo de conchas y depósitos de residuos de casi 26 metros de diámetro frente a la Pampa del Palo, en 1980 cuyos resultados señalaron una antigüedad desde 11 400 A.P durante el Holoceno Temprano hasta 5850 A.P durante el Holoceno Medio; sin embargo, cuando el Anillo fue investigado, ya se encontraba muy destruido y el anillo de concha propiamente dicho había desaparecido completamente.
Los pobladores del Sitio Anillo desarrollaron una economía parasitaria vinculada al mar, aunque tenía a su disposición Las Lomas, cuyo uso fue mínimo. Su dieta la conformaban roedores, guanacos (que vivían antes en los desiertos), lobos y nutrias, así como moluscos y diversos tipos de pescados como la corvina, lenguado, lorna, etc. 
Los cazadores nómadas recurrieron al uso de los animales para confeccionar arpones, puntas de proyectil y anzuelos y a las piedras para fabricar proyectiles para hondas, sin embargo no lo desarrollaron a gran escala.
Se calcula que este asentamiento se prolongó hasta el 2140 A.P.

#### Cultura chinchorro
En el año 2000, en el sitio denominado La Cruz, en el El Algarrobal, trabajos arqueológicos permitieron descubrir un entierro precerámico de un adulto masculino extendido boca abajo envuelto en esteras, con gran masa de pelo en su espalda y muchos cortes para evitar su descomposición. A esta evidencia los arqueológicos la denominaron Chinchorro. 

El grupo chinchorro, se desarrolló en el litoral que va desde Ilo hasta Antofagasta hace 9000-8000 años A.P y se caracterizó por su especialización pesquera en anzuelos y tejidos de malla, pero su demostración cultural más saltante es su práctica mortuoria. Los cuerpos eran viscerados y desarticulados para luego volverlos a ensamblar rellenándolos con recursos naturales de su entorno. Se han identificado 3 tipos de momias:

| Negras | Rojas | Con pátina de barro |
| --- | --- | --- |
| Eran reensamblados casi como estatua, se cubría con totora y capa de ceniza o con cuero de lobo marino. Finalmente se cubría el rostro con una máscara. | El cuerpo no se alteraba mucho, y sólo se cubrían las cavidades con maderos puntiagudos. Se pintaba el cuerpo con ocre rojo y cara de color negro. | Fue el proceso más simple, se cubría con pátina de barro como cemento la cual ayudaba a mantener el cuerpo de la descomposición natural. |

#### Cultura chiribaya
La región de Moquegua en la que se sitúa Ilo fue poblada en la época precolombina por la etnia chiribaya. 

### Época virreinal
La ciudad actual fue fundada por los españoles en la época de la colonia y, aunque no se tiene constancia de la fecha exacta, se sabe con certeza que estuvo íntimamente ligada a la de Moquegua en torno a 1541. Cumplió desde sus orígenes la función de ciudad portuaria al servicio del comercio y agricultura generados en aquella. 
El asentamiento en torno al fondeadero fue evolucionando hasta configurar la ciudad colonial de la que hoy día aún pueden observarse algunas edificaciones, muchas de ellas con su característico mojinete. El legado arquitectónico de Ilo como la iglesia San Gerónimo, Glorieta José Gálvez y el Muelle fiscal han sido rehabilitados y se mantienen hasta ahora.

### Época republicana
Desde las últimas décadas del siglo XX, Ilo se ha ido perfilando como una ciudad dentro del departamento de Moquegua.
A lo largo del siglo XX los movimientos migratorios procedentes de regiones andinas hicieron crecer la ciudad, por lo que a finales del siglo XX y comienzos siglo XXI se distinguen 7 zonas:
- El Puerto
- Villa del Mar
- Alto Ilo
- Ciudad Nueva
- Marítimos
- Miramar
- Pampa Inalámbrica

#### Bolivia Mar
Bolivia Mar es una playa de 5 km de costa y 800 m de ancho, que el Perú le comodató a Bolivia, por un periodo de 99 años renovables, el 24 de enero de 1992, ubicada a 17 km al sur de la ciudad de Ilo. Está situada 17.5 km al sur, a un costado de la vía Costanera que une los departamentos de Tacna y Moquegua, forma parte del proyecto de desarrollo turístico firmado entre Perú, Bolivia y Chile el año de 1992 con la participación de mandatarios sudamericanos. El acuerdo fue firmado por el entonces presidente peruano, Alberto Fujimori, y su homólogo boliviano, Jaime Paz Zamora.

## Infraestructura
El puerto es la zona propiamente comercial, mientras que Alto Ilo y Pampa Inalámbrica son resultado de los ensanches urbanos del siglo XX. Pueden apreciarse sus diversos malecones ubicados en distintos niveles de la ciudad además de construcciones modernas que dan realce y distensión al visitante que arriba a la ciudad.

## Economía

### Industria
De su actividad económica cabe destacar la industria y la pesca. La industria se centra en la fábrica propiedad de la empresa Southern Copper dedicada a la fundición de cobre  ha sido y sigue siendo hoy en día, un elemento clave en el desarrollo económico de la ciudad y de la región. Con la reciente modernización de la fundición de Ilo (considerada la mayor obra medioambiental del año 2006 en el Perú), la contaminación ambiental se ha reducido considerablemente. En las fábricas de harina de pescado como Procesadora de Productos Marinos S.A., así como Hayduck S.A. y otras empresas. Asimismo se encuentra instalada la planta termoeléctrica propiedad de la transnacional GDF Suez.

### Pesquería y transporte marítimo
En cuanto a la pesca destaca la flota dedicada a la captura de anchoveta. Resulta destacable el hecho de que Ilo constituye el puerto peruano con funciones comerciales y pesqueras más cercano a Chile. El puerto de Ilo es el séptimo puerto más importante del país, superado por el Callao, Mollendo (Matarani), etc. El puerto sirve también para la carga y descarga de las mercancías relacionadas con la mencionada fundición.

## Clima
El clima de Ilo es desértico. A lo largo del año, cae poca cantidad de lluvia en Ilo. La clasificación del clima de Köppen-Geiger es BWh. La temperatura media anual en Ilo se encuentra a 18.9 °C. Hay alrededor de 5 mm de precipitaciones al año. En ocasiones se pueden presentar grandes levantamientos de polvo producidos por fuertes vientos. El 8 de julio de 2016 se registró 36 °C, producido por un fenómeno llamado subsidencia, el cual generó fuertes vientos y levantamiento de arena.
| Parámetros climáticos promedio de Ilo | Parámetros climáticos promedio de Ilo | Parámetros climáticos promedio de Ilo | Parámetros climáticos promedio de Ilo | Parámetros climáticos promedio de Ilo | Parámetros climáticos promedio de Ilo | Parámetros climáticos promedio de Ilo | Parámetros climáticos promedio de Ilo | Parámetros climáticos promedio de Ilo | Parámetros climáticos promedio de Ilo | Parámetros climáticos promedio de Ilo | Parámetros climáticos promedio de Ilo | Parámetros climáticos promedio de Ilo | Parámetros climáticos promedio de Ilo |
| Mes                                   | Ene.                                  | Feb.                                  | Mar.                                  | Abr.                                  | May.                                  | Jun.                                  | Jul.                                  | Ago.                                  | Sep.                                  | Oct.                                  | Nov.                                  | Dic.                                  | Anual                                 |
| ------------------------------------- | ------------------------------------- | ------------------------------------- | ------------------------------------- | ------------------------------------- | ------------------------------------- | ------------------------------------- | ------------------------------------- | ------------------------------------- | ------------------------------------- | ------------------------------------- | ------------------------------------- | ------------------------------------- | ------------------------------------- |
| Temp. máx. abs. (°C)                  | 33                                    | 33                                    | 33.8                                  | 30.8                                  | 31.3                                  | 27.1                                  | 36.0                                  | 26.2                                  | 26.1                                  | 29.2                                  | 30                                    | 31                                    | 36.0                                  |
| Temp. máx. media (°C)                 | 26.3                                  | 26.8                                  | 25.9                                  | 24.4                                  | 22.3                                  | 20.6                                  | 19.7                                  | 19.4                                  | 20.2                                  | 21.5                                  | 23.3                                  | 25.1                                  | 23                                    |
| Temp. media (°C)                      | 21.9                                  | 22.3                                  | 21.4                                  | 19.9                                  | 18.3                                  | 16.9                                  | 15.9                                  | 15.9                                  | 16.5                                  | 17.6                                  | 19.3                                  | 20.7                                  | 18.9                                  |
| Temp. mín. media (°C)                 | 17.6                                  | 17.9                                  | 16.9                                  | 15.5                                  | 14.3                                  | 13.3                                  | 12.2                                  | 12.5                                  | 12.9                                  | 13.8                                  | 15.3                                  | 16.3                                  | 14.9                                  |
| Temp. mín. abs. (°C)                  | 15                                    | 15                                    | 13                                    | 13                                    | 11                                    | 9                                     | 7                                     | 8                                     | 10                                    | 11                                    | 12                                    | 13                                    | 7                                     |
| Precipitación total (mm)              | 0                                     | 0                                     | 0                                     | 0                                     | 0                                     | 1                                     | 0                                     | 2                                     | 2                                     | 0                                     | 0                                     | 0                                     | 5                                     |
| Fuente n.º 1: Climate-data.org        |                                       |                                       |                                       |                                       |                                       |                                       |                                       |                                       |                                       |                                       |                                       |                                       |                                       |
| Fuente n.º 2: Senamhi                 |                                       |                                       |                                       |                                       |                                       |                                       |                                       |                                       |                                       |                                       |                                       |                                       |                                       |

## Geografía

### Lomas de Ilo
Las Lomas son pequeñas elevaciones ubicadas en las inmediaciones del litoral. En invierno se cubre de verdor, pues la humedad de las neblinas y lloviznas sostienen una rica vegetación única y temporal, la cual, a su vez atrae gran cantidad de animales.

## Transporte
La ciudad cuenta con el aeropuerto de Ilo que opera vuelos con destinos a la ciudad de Lima. A finales de 2019, la aerolínea Latam anunció que a inicios de septiembre del 2021 aumentará la frecuencia de vuelos de manera interdiaria entre ambas ciudades, sin escalas, los días lunes, miércoles y viernes.
En el 2018, el movimiento portuario en el puerto de Ilo fue de 27 717 TEU ubicándose en el puesto 86 en la lista de actividad portuaria de América Latina y el Caribe.

## Símbolos
Los símbolos de la ciudad son los mismos que los de la provincia de Ilo:
- El escudo.
- La bandera.
- El himno.

### El escudo
Propuesto en 1976 por el ciudadano cuzqueño Emiliano Rojas Cáceres se caracterizaba por tener un banderín recordatorio, con alegoría de un Escudo con motivos de la Provincia de Ilo, teniendo como marco el molde de cobre.
En la parte exterior superior un sol naciente, en el interior superior izquierdo una franja roja con un pelícano; en la parte inferior derecha el mar, un buque y el muelle; con una vista de los hornos de la Fundición de Southern Perú y como adorno exterior rodeando al Escudo dos ramas de olivo con sus frutos.
Para llenar el vacío de la parte baja se diseñó un ancla, un casco minero y una red de pesca. El mencionado banderín fue repartido en forma gratuita por el Concejo de ese entonces.
Sin embargo, el Municipio consideró indispensable realizar algunos cambios, suprimiendo el pelícano en la franja roja y colocando allí el ancla, el casco y la red de pescar.

### La bandera
La bandera de la Provincia de Ilo fue creada por el arquitecto Óscar Vargas Méndez, quien con el seudónimo de "Ilo-Perú" participó en el concurso convocado por el alcalde Ernesto Herrera Becerra. La interpretación artística que le dio su creador es: "Apoyado en el apacible y rico mar de ILO, hay un firme y ardiente horizonte de progreso con los colores nacionales: todo con la celeridad de una rueda enmarcada en el inmenso blanco de la bondad y fraternidad de sus gentes".
La bandera tiene en el centro un disco formado por dos mitades. La superior tienen los colores nacionales formados por dos semicírculos uno grueso de color rojo y otro simulando una media luna de color blanco. La mitad inferior tienen tres franjas de color azul-mar las que alternan con dos franjas blancas. Todo este conjunto en un fondo blanco que es primordial en dicha Bandera.

## Deporte

### Fútbol
La ciudad cuenta con el estadio Mariscal Nieto con una capacidad de 3.000 espectadores. En el recinto entrenan los clubes:
- Club Mariscal Nieto
- Club Social Episa
- Club Social Deportivo Chalaca

También ha sido sede de la feria gastronómica Perú, Mucho Gusto.

## Patrimonio

### Natural

#### Playas
Las costas de Ilo se caracterizan por sus hermosas playas de arena fina que son diariamente concurridas por turistas que vienen de ciudades aledañas. Las más conocidas y concurridas son: 
- Pozo de Lisas

Se encuentra a 4 kilómetros al sur del puerto y presenta una costa de regular profundidad y corrientes que no representan riesgos para los bañistas. A 8 kilómetros al sur y a un costado del cuartel Pisagua, tiene arenas totalmente blancas y ausencia de piedras.
- Wawakiki

Ubicada en el norte y se une con el puerto mediante una carretera afirmada. Es de arena fina y en su longitud de unos 300 metros está abrigada por peñascos que le dan cierto aire de privacidad.
- Jaboncillo

Está a 25 km al norte, tiene dos carreteras, una que baja hacia el mar y otra que se dirige hacia Corrales. El mar es muy tranquilo y tiene una pequeña playa de arena blanca con roquedos.
En Pocoma.
- Enfermeras

Es una playa rodeada de rocas y presenta un aspecto tranquilo. Se encuentra hacia el norte del puerto.
- Boca del Río o Montecarlo

Se encuentra entre el puerto y Ciudad Nueva, es de gran extensión y constituye un atractivo balneario con playa totalmente arenosa. Se ubica en la desembocadura del río Osmore, siendo esta playa muy visitada por los turistas de países vecinos como bolivianos y chilenos. En esta playa se ubican excelentes centros de recreación nocturna y para llegar a esta playa el transporte público y privado son muy accesibles.
- Puerto Inglés

Es una caleta natural situada al sur de Ilo, a 2 km de distancia aproximadamente a 5 minutos en auto. Simula una piscina natural de aguas quietas y cristalinas; esta playa recibe este nombre porque fue el escenario del desembarco del terrible corsario inglés Francis Drake y del combate de Pacocha cuando el monitor Huáscar interceptó dos buques de bandera británica de la Pacific Steam Navigation Company: el HMS Shah y el HMS Amethyst.
Otras playas a considerar son:
- Tres Hermanas
- Media Luna
- Gentilares
- Tronco de Oro
- Platanales
- Piedras Negras
- Pocoma

#### Áreas naturales
- Reserva natural Punta de Coles

En sus cercanías se encuentra la reserva natural ecológica y turística de Punta de Coles donde se observa una diversidad de fauna marina.

## Festividades

### Patronazgos

#### San Jerónimo
La imagen del santo patrono se hallaba un poco más al norte, que hoy es el cementerio General y San Jerónimo, hasta que un 13 de agosto de 1868, se produjo el terrible maremoto y causó daños considerables al pueblo, donde hubo más de una decena de muertos, en esta catástrofe la imagen del santo patrono y la Virgen del Rosario quedaron intactas. Aseguró la población en ese entonces que fue un milagro. La devoción Religiosa y tradicional aumentaba cada día más como también las peticiones a los santos patronos

#### Virgen del Rosario
La santísima Virgen del Rosario, considerada como patrona del puerto de Ilo, desde los primeros pobladores que existieron veneraban en este pueblo, desde siglos pasados. Anteriormente se encontraba en el templo antiguo en Pacocha, después del terremoto ocurrido en 1868 se salvó la imagen de la Virgen junto al santo patrono.
La imagen se encuentra en la iglesia San Jerónimo, en la plaza de armas de Ilo.
Según el calendario católico, la fiesta de la Virgen del Rosario es el 7 de octubre, pero se festeja el segundo domingo de octubre, porque la mayoría de las veces venía a ser día laborable, por eso se cambió la fecha.

### Aniversario de la creación de la provincia de Ilo
El 26 de mayo de cada año se conmemora como día no laborable la creación de la provincia de Ilo, sucedida en 1970.